# Letiště Londýn-City
Letiště Londýn-City (anglicky London City Airport – LCA) je mezinárodní letiště na východě Londýna v Newhamu, vybudované soukromou stavební společností Mowlem v letech 1986 až 1987. Letiště využívá přes 10 aerolinek, které odsud nabízejí lety do více než 30 destinací v Evropě (2017).
LCA má jednu dráhu, která je poměrně krátká, mohou tak na ni přistávat maximálně menší proudové letouny. Rozvoj letiště je limitován přísnými předpisy upravujícími maximální hladinu hluku startujících letadel a omezeným počtem typů letadel, které jsou schopné přistát a vzlétnout z krátké dráhy tohoto letiště. Největší letadlo, které zde může přistávat je Bombardier CS300.

## Historie

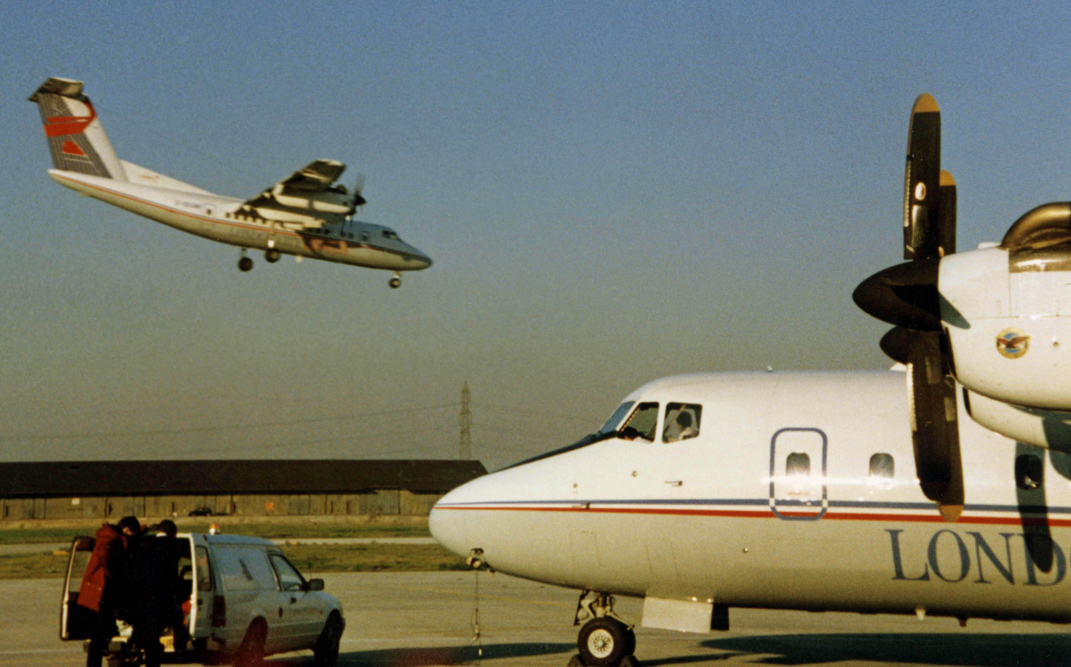
LCA v roce 1988, DHC-7 v popředí

Návrh na stavbu tohoto letiště předložila v roce 1981 London Docklands Development Corporation. Stavba začala v roce 1986. Původní krátká přistávací dráha byla později prodloužena.
V listopadu 1987 bylo letiště za účasti královny Alžběty II. slavnostně otevřeno a od té doby je považováno za jedno z nejvýznamnějších letišť pro obchodní cesty v Evropě. LCA se stalo vhodným doplňkem ostatních velkých londýnských letišť, hlavně pro zaměstnance firem, které mají sídlo v Canary Wharf.
Mezi roky 2009 až 2016 odsud byla provozován společností British Airways transatlantický let do New Yorku. Létal na něm Airbus A318 v luxusní konfiguraci. Jednalo se o jedinou dálkovou linku, která odsud kdy fungovala. Dopravce ji ukončil z ekonomických důvodů

## Dostupnost
V těsném sousedství letiště je shodně pojmenovaná stanice lehkého metra Docklands Light Railway, která byla otevřena v prosinci 2005 (do té doby bylo letiště dostupné z několik kilometrů vzdálené stanice Canning Town).

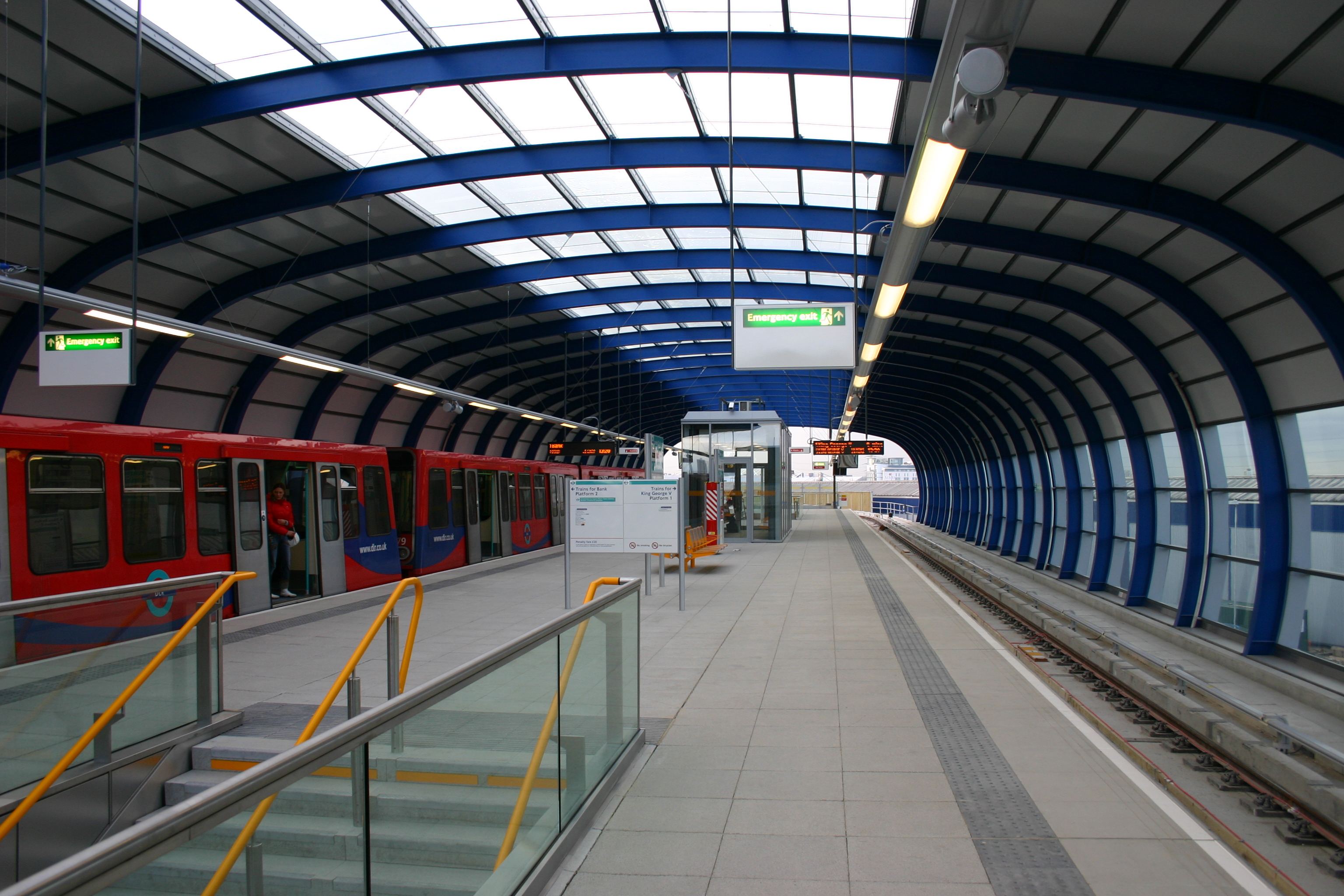
Stanice City Airport systému Docklands Light Railway

Dopravu na letiště zajišťují i časté spoje expresních autobusů do zastávek Canning Town, Canary Wharf a Liverpool Street. Pomalejší, ale levnější spojení poskytují linkové autobusy do stanic Walthamstow, Plaistow, Canning Town a Stratford. Všechny tyto stanice jsou dostupné metrem.